# Texola imitata
Texola imitata är en fjärilsart som beskrevs av John Kern Strecker 1878. Texola imitata ingår i släktet Texola och familjen praktfjärilar. Inga underarter finns listade i Catalogue of Life.